# Plakolana binyana
Plakolana binyana är en kräftdjursart som först beskrevs av Bruce1991.  Plakolana binyana ingår i släktet Plakolana och familjen Cirolanidae. Inga underarter finns listade i Catalogue of Life.